# Stanisław Błażejewski
Stanisław Błażejewski (ur. 5 października 1890 w Pawłowie Żońskim, zm. 8 maja 1958 w Pleszewie) – major piechoty Wojska Polskiego.

## Życiorys
Urodził się w Pawłowie Żońskim, w powiecie wągrowieckim, w rodzinie Wincentego i Franciszki ze Słoińskich.
Do Wojska Polskiego został przyjęty z byłej armii niemieckiej. Służył w 61 Pułku Piechoty w Bydgoszczy. 3 maja 1922 został zweryfikowany w stopniu kapitana ze starszeństwem z 1 czerwca 1919 i 1041. lokatą w korpusie oficerów piechoty. 10 lipca tego roku został zatwierdzony na stanowisku pełniącego obowiązki dowódcy I batalionu. Po 1924 został przydzielony do 15 Dywizji Piechoty w Bydgoszczy na stanowisko oficera sztabu. W listopadzie 1928 został przeniesiony do 25 Pułku Piechoty w Piotrkowie. W marcu 1930 został wyznaczony w tym pułku na stanowisko pełniącego obowiązki dowódcy II batalionu. 2 grudnia tego roku został mianowany majorem ze starszeństwem z 1 stycznia 1931 i 17. lokatą w korpusie oficerów piechoty. W listopadzie 1933 został przesunięty na stanowisko kwatermistrza. W lipcu 1935 został zwolniony z zajmowanego stanowiska i oddany do dyspozycji dowódcy Okręgu Korpusu Nr VII, a później przeniesiony w stan spoczynku.
We wrześniu 1939 roku był dowódcą baonu wartowniczego nr 71 zmobilizowanego przez KRU Poznań Miasto. Dostał się do niemieckiej niewoli. Przebywał w Oflagu XVIII A (nr jeńca 4185), od 31 maja 1940 roku w Oflagu II C Woldenberg, a później w Oflagu VII A Murnau .

## Ordery i odznaczenia
- Krzyż Niepodległości (20 lipca 1932)[15]
- Krzyż Walecznych[16]